# 5番街 (マンハッタン)
5番街（ごばんがい、Fifth Avenue（）、5th Avenueとも表記）は、アメリカ合衆国ニューヨーク州ニューヨーク市マンハッタン区を南北に縦断する「アヴェニュー」と呼ばれる通り。

## 概要
セントラル・パークを眺望できる高級マンションや歴史的な大邸宅が立ち並び、ニューヨークの裕福さの象徴である。また、特に34丁目と59丁目の間は、ロンドンのオックスフォード通りやパリのシャンゼリゼ通り、ミラノのモンテ・ナポレオーネ通りと並んで世界最高級の商店街の1つである。

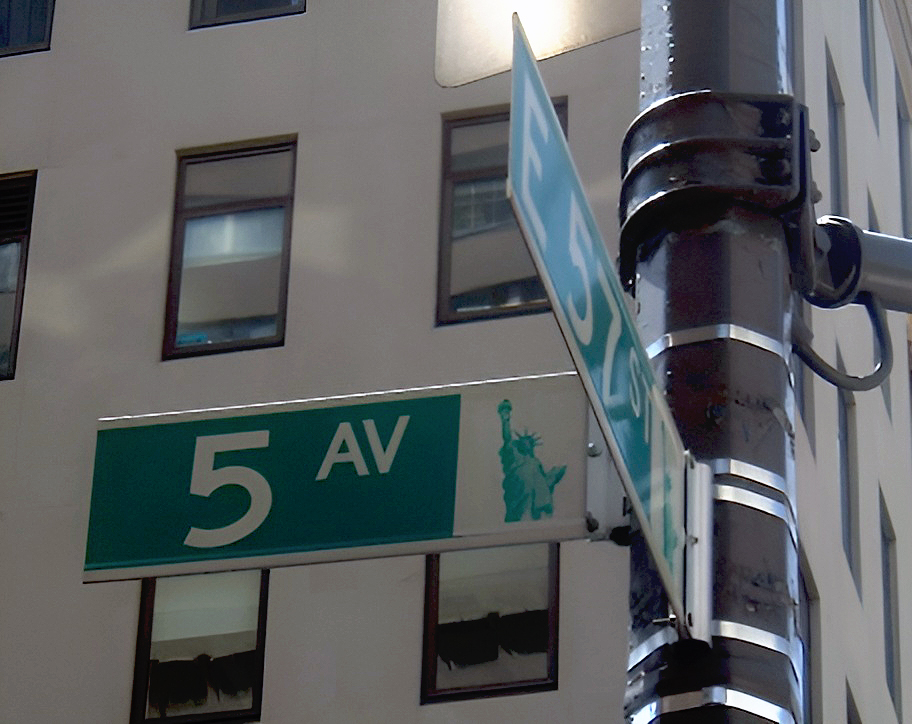
5番街を示す街路表示

毎年、香港の銅鑼湾やシャンゼリゼ通りと並んで世界で最も賃貸価格の高い通りの1つとして格付けされている。「世界一高価な通り」の称号は毎年の通貨変動と地域の経済条件によって変化するものの、1990年代の半ばから数年間、49丁目と57丁目の間の1平方フィートあたりの賃貸価格は世界第2位だった。

## 通り界隈
グリニッジ・ヴィレッジのワシントン・スクエア公園を起点とし、ミッドタウンを通過、プラザホテルの建つ59丁目からは、セントラル・パークの東沿いを北上し、ハーレム川に突き当たるハーレム地区142丁目が北端となる。以降の交通はマジソン街橋を通りブロンクス区に流れる。
全線に渡りほぼ直線で、自動車の交通は北から南へ4-8車線の一方通行である。全長約12kmで、128ブロックに及ぶ。
南から順に、
- グリニッジ・ヴィレッジ
- チェルシー
- ミッドタウン
- アッパー・イースト・サイド
- スパニッシュ・ハーレム
- ハーレム

と呼ばれる地域を通過し、雰囲気や町並みは各所で多様である。

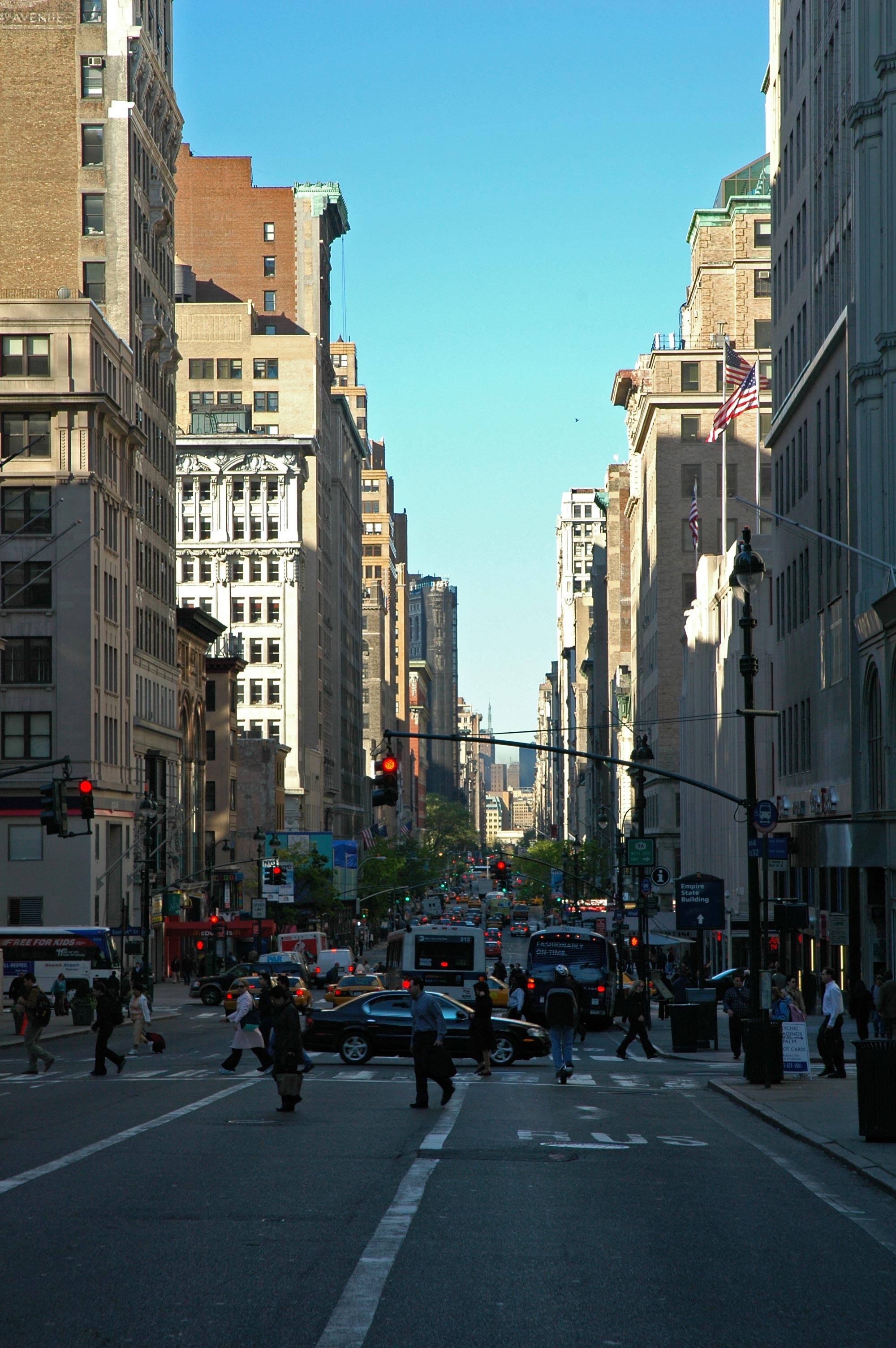
早朝の5番街で38丁目から南を見る

セントラルパークの北端である110丁目以北、ハーレム地区には貧困層も多く治安も良好とは言い難い時期が続いたが、近年では高級化（ジェントリフィケーション）の波がさらに北へと進行している。
ミッドタウン以南の5番街は、しばしば各種パレードの会場となる。アッパー・イーストサイドとハーレムの5番街は、ニューヨーク・シティマラソンのコースともなる。
マンハッタンの住所表示は、この通りを境に東西に分けられる。例えば、南北に走る10丁目の通りであれば、5番街より西側は西10丁目、東側は東10丁目と呼ばれ、番地表示は5番街から遠ざかるに連れて数字が大きくなる。
まさに、5番街がマンハッタンの中心を貫くメインストリートであることを意味している。

### 周辺

起点のワシントン・スクエア公園 のウェーバリー・プレイス (en)

ニューヨークの有名なビルの多くがこの5番街沿いのミッドタウンとアッパー・イースト・サイドに位置する。特にミッドタウンには、エンパイア・ステート・ビルディング、ニューヨーク公共図書館、ロックフェラーセンター、セント・パトリック大聖堂などニューヨークを代表する施設が多くある。
また、セントラル・パーク東脇を走行する区間のうち82丁目から105丁目の約1マイルの区間は、1980年代から90年代にかけてメトロポリタン美術館、ホイットニー美術館、グッゲンハイム美術館、クーパー・ヒューイット国立デザイン博物館など9館もの美術館・博物館が立地したため「ミュージアム・マイル (Museum Mile) 」の愛称で知られる。このミュージアム・マイルは元々、20世紀前半に多くの大邸宅が建てられたため「百万長者通り (Millionaire's Row) 」として知られ、ニューヨークの裕福層がこぞってセントラル・パークに面するこの通り沿いに転居した。
このセントラルパークの東脇を通る区間はセントラルパーク・イーストとも呼ばれる。
103丁目にニューヨーク医学会、98丁目にマウントサイナイ病院が位置している。
34丁目から60丁目にかけては、
- ティファニー
- カルティエ
- バーバリー
- エルメネジルド・ゼニア
- グッチ
- ルイヴィトン
- シャネル
- ブルックス・ブラザーズ
- プラダ
- エルメス
- サルヴァトーレ・フェラガモ
- ミキモト
- ブルガリ
- エミリオ・プッチ
- アルマーニ・エクスチェンジ
- コーチ
- エスカーダ
- クリスチャン・ディオール
- ヴィクトリアズ・シークレット
- ラコステ
- フェンディ
- セフォラ
- ヴェルサーチ
- ケネス・コール（英語版）
- サックス・フィフス・アベニュー
- H. スターン（英語版）
- ハリー・ウィンストン
- ヘンリ・ベンデル（英語版）(2019年1月閉店)
- エマニュエル・ウンガロ
- ピーターフォックス
- バナナ・リパブリック
- ヒューゴ・ボス
- バーグドルフ・グッドマン（英語版）

などの高級ブティックないし小売店が軒を連ねる。
5番街の有名な老舗小売業者は、B. アルトマン・アンド・カンパニー、ボンウィット・テラー、ペック・アンド・ペックなどである。5番街に拠点を置く高級百貨店チェーンとしては、上記サックス・フィフス・アベニューがある。
5番街720番地にはアバクロンビー&フィッチの本店が位置し、東58丁目と東59丁目の間には、FAOシュワルツやApple Storeの入り口で約10メートル四方のガラス製の立方体をした建物がある。

## 日本語での呼称
マンハッタンの街区の多くは、南北に走る通りである「アヴェニュー (Avenue) 」と、東西に走る通りである「ストリート (Street) 」 とが、格子状（碁盤の目状）に組み合わされて形成される。日本語では、これらをそれぞれ「-街」、「-丁目」と呼称するのが古くからの慣例となっていた。「5th Avenue」の対訳が「5番街」であるのは、このルールに従っている。
1900年代前半のニューヨークに居住した作家・永井荷風は、著書の中でこれを「第五大通り」と称している。